# Reso (obra)
Reso (Ῥῆσος: Rhēsos) es el título de una tragedia cuya atribución es controvertida. Algunos estudiosos insisten en atribuirla a Eurípides, pero la opinión dominante es contraria a esta atribución y la cree obra anónima del siglo IV a. C. (es decir, posterior a la muerte de Eurípides).
La trama de la obra sigue con bastante fidelidad el argumento del canto X de la Ilíada de Homero.

## Personajes
- CORO de CENTINELAS TROYANOS
- HÉCTOR
- ENEAS
- DOLÓN
- Un MENSAJERO
- RESO
- ODISEO
- DIOMEDES
- ATENEA
- PARIS
- Un AURIGA
- Una MUSA

## Argumento

### Contexto
La acción se desarrolla en la guerra de Troya, durante una noche posterior a una gran ofensiva troyana, en la que los troyanos estaban acampados cerca del ejército aqueo. 

### Hogueras en el campamento aqueo
Un centinela troyano despierta a Héctor y le apremia a que esté alerta y prepare el ejército pues ha visto numerosas hogueras en el campamento aqueo y el ejército se ha reunido junto a la tienda de su comandante, Agamenón. Héctor piensa que se disponen a huir durante la noche y pretende que el ejército troyano se prepare para combatirles e impedir la huida. Eneas, en cambio, es partidario de enviar un espía para cerciorarse de las intenciones de los aqueos.

### Dolón
Héctor decide seguir el consejo de Eneas y Dolón se presenta voluntario para ejercer la labor de espionaje. Éste pide como recompensa en caso de que tenga éxito los caballos inmortales de Aquiles. A continuación, se disfraza con una piel de lobo y dispuesto a pasar desapercibido caminando a cuatro patas, se dispone a cumplir su misión.

### Llegada de Reso
Llega un pastor al campamento troyano que informa a Héctor de que va a llegar como nuevo aliado suyo Reso, rey de Tracia, con sus tropas. Héctor se muestra desencantado de esta ayuda pues dice que es una ayuda que llega tarde. Reso replica que no ha podido acudir antes porque había estado en guerra con los escitas pero ahora se compromete a acabar con los aqueos en un solo día y más tarde a arrasar la Hélade entera.
Héctor informa a Reso de cuáles son los aqueos más valientes: Aquiles, pero éste estaba encolerizado y no combatía; Áyax el Grande; Diomedes y Odiseo. Este último había llegado a entrar a escondidas dos veces en Troya, y en una de ellas incluso se había llevado la estatua del templo de Atenea.
A continuación, Reso y sus tropas se disponen a pernoctar en el campamento.

### Diomedes y Odiseo
Los centinelas troyanos se retiran para llamar a los lidios, para que les releven en la guardia. En ese momento aparecen Diomedes y Odiseo sigilosamente en el campamento troyano. Han matado a Dolón y se han enterado de la contraseña. Llegan con la intención de asesinar a Héctor, pero encuentran su tienda vacía. 
Se disponen a regresar al campamento aqueo, pero son detenidos por la diosa Atenea, que les informa de la llegada de Reso y les indica el lugar donde se encuentra pernoctando, así como la presencia de unas potras blancas que ha traído consigo.
Aparece entonces Alejandro, para comunicar a su hermano Héctor que espías aqueos han debido llegar al campamento troyano. Héctor no está, pero Atenea, se disfraza de Afrodita y lo tranquiliza diciéndole que han llegado los aliados tracios y que no hay novedad de espías aqueos.
Diomedes y Odiseo entretanto han asesinado a Reso. Los centinelas troyanos los descubren y los capturan, pero Odiseo les dice la contraseña y les engaña diciendo que los espías han huido por otro lado.

### Lamentos por la muerte de Reso
Llega el auriga de Reso, malherido, que explica que mientras todos los tracios dormían él estaba despierto y que había visto acercarse dos intrusos pero creía que eran ladrones del ejército troyano y luego no les dio más importancia. Luego había vuelto a dormir pero despertó comprobando que sus caballos estaban siendo atacados, comprobó que su rey Reso había sido degollado y él fue herido.
Héctor, que se ha enterado de toda la desgracia, llega enfurecido contra sus centinelas y les acusa de incompetentes. Sin embargo el auriga acusa a Héctor de que probablemente ha sido él el asesino para quedarse con los caballos de Reso y le señala que ningún otro del ejército troyano ha resultado herido y que solo él conocía la situación donde dormía Reso y no han podido saberlo los aqueos a no ser que se los hubiera indicado algún dios.
Héctor dice que él nunca trataría así a un aliado suyo y señala que Odiseo ha debido ser el causante. A continuación ordena a sus sirvientes que atiendan al auriga.
La Musa madre de Reso llega con el cadáver de su hijo en sus brazos y se lamenta de su muerte y maldice a los dos aqueos que lo han matado. Pero señala como la mayor causante de sus desgracias a la diosa Atenea y dice que por ello ya no llevará a la ciudad de esta diosa a ningún otro artista. También dice que solicitará a Perséfone que el alma de su hijo no vaya al inframundo sino que quede liberada.